# مردم هایاتو
مردم هایاتو (به ژاپنی: 隼人)، که ژاپنی به معنای «مردم شاهین» است، مردمی از ژاپن باستان بودند که در مناطق ولایت ساتسوما و ولایت اوسومی در جنوب کیوشو در دوره نارا زندگی می‌کردند.